# Restio coactilis
Restio coactilis är en gräsväxtart som beskrevs av Maxwell Tylden Masters. Restio coactilis ingår i släktet Restio och familjen Restionaceae. Inga underarter finns listade i Catalogue of Life.